# Dziura w Ścianie (Zegarowe Skały)
Dziura w Ścianie – jaskinia w Zegarowych Skałach na Wyżynie Częstochowskiej będącej częścią Wyżyny Krakowsko-Częstochowskiej, we wsi Strzegowa, w powiecie olkuskim, w gminie Wolbrom. 

## Opis obiektu
Znajduje się w najbardziej na zachód wysuniętej ścianie Zegarowych Skał. Jest to Mała Zegarowa. Niemal idealnie okrągły twór znajduje się na wysokości 3,5 m nad ziemią w niewielkim zagłębieniu tej skały. Jest pozostałością dawnego kanału pochodzenia krasowego, powstałego w strefie freatycznej. Rura powstała w twardych, późnojurajskich wapieniach skalistych. Można nią wejść na głębokość 4,5 m w skałę, jej dalsze partie są zamulone, Ściany rury są wygładzone bez nacieków. Za otworem spąg jest skalisty, gliniaste  namulisko pojawia się głębiej. Rura jest poddana wpływom środowiska zewnętrznego. Brak w niej roślin, nie zaobserwowano też zwierząt. 
Otwór rury znany od dawna, jednak ze względu na trudny dostęp rura odwiedzana jest głównie przez wspinaczy skalnych, dla których Mała Zegarowa jest bardzo popularnym obiektem wspinaczkowym. Po raz pierwszy Rura w Ścianie opisana została w 2000 r. w dokumentacji wykonanej na zlecenie Ministerstwa Środowiska jako Schronisko w Zegarowych Skałach I. Plan sporządził A. Polonius w 2010 r.

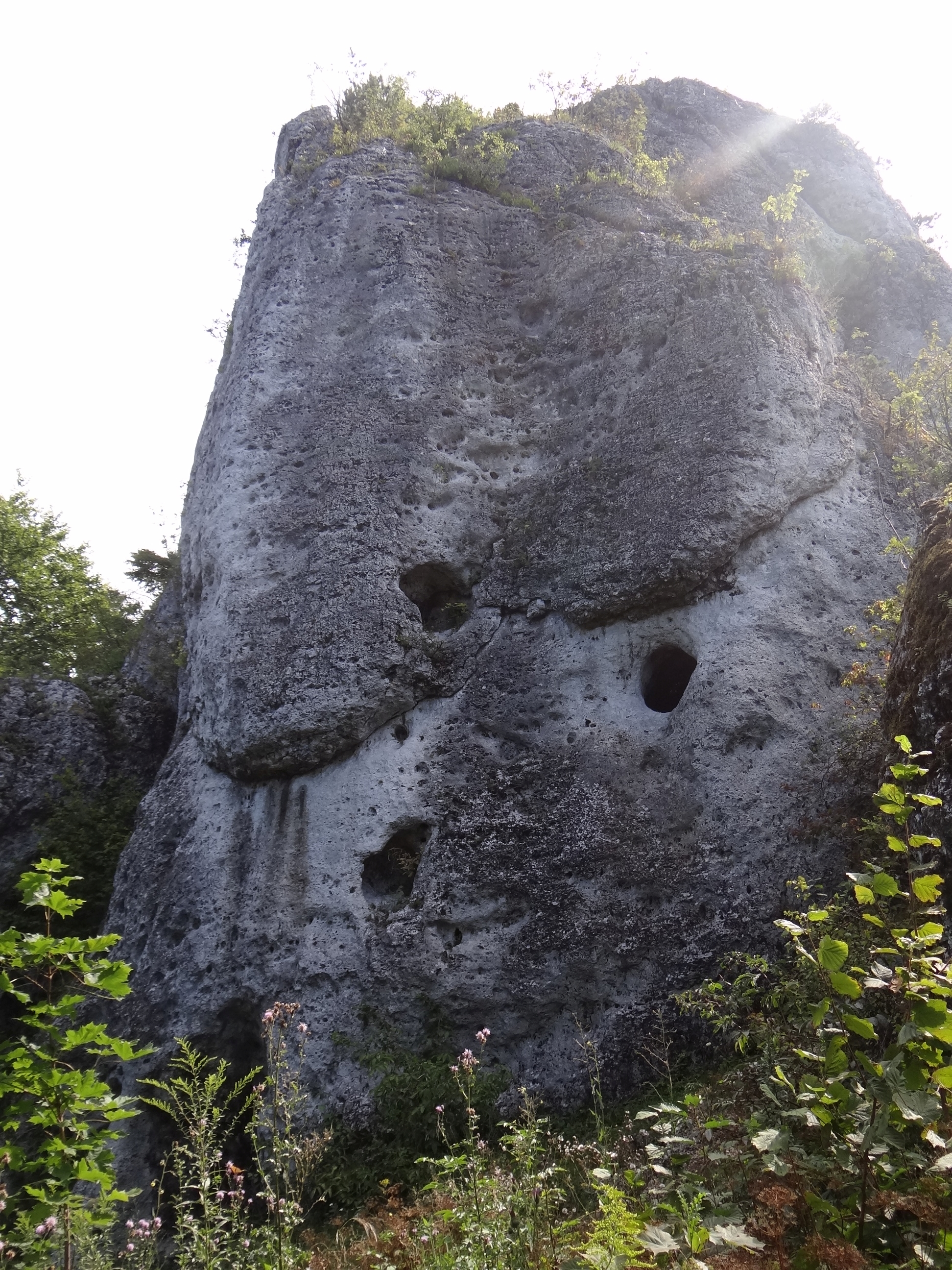
Zachodnia ściana Małej Zegarowej
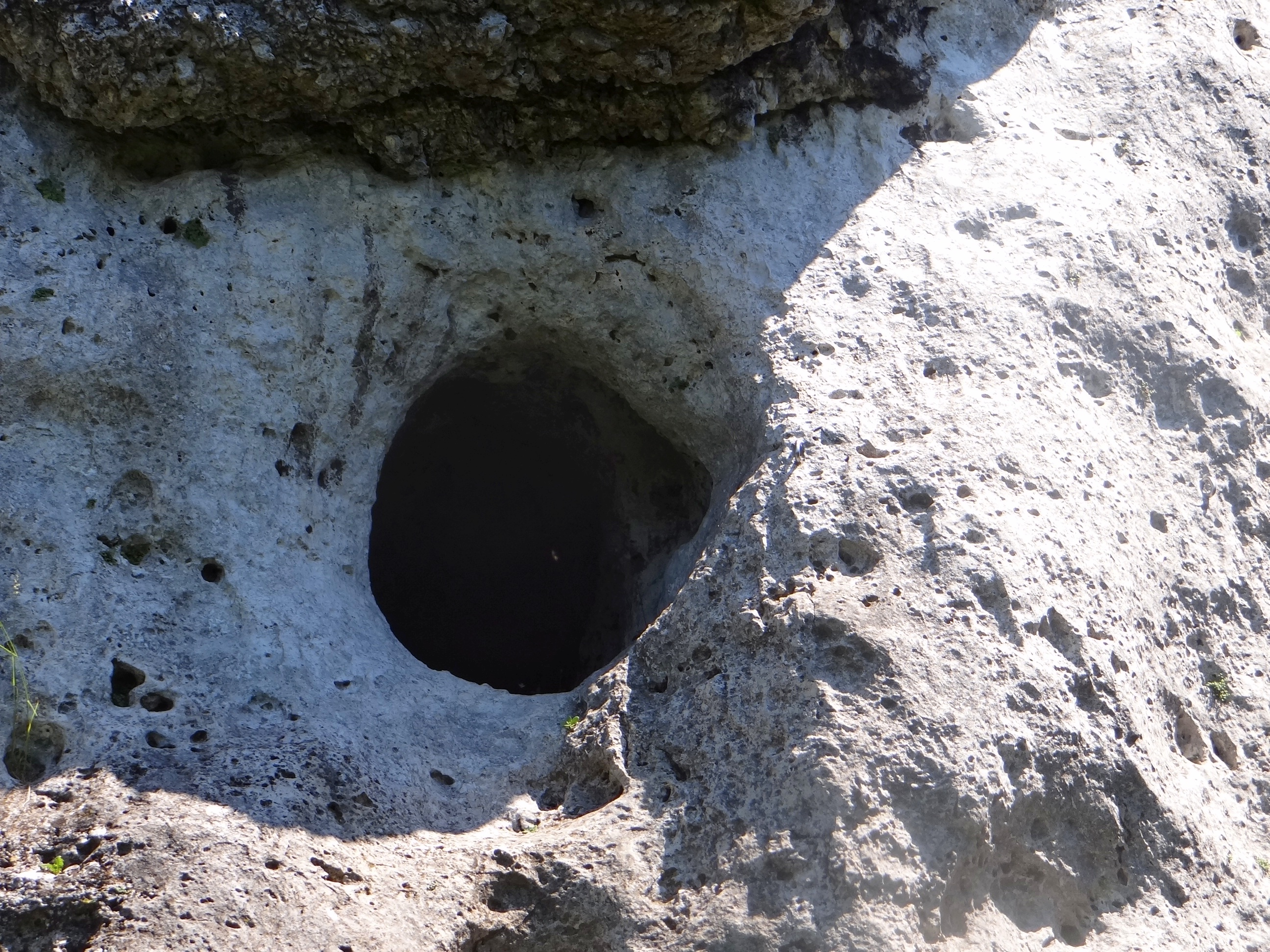
Otwór Dziury w Ścianie

W Zegarowych Skałach znajdują się jeszcze inne jaskinie: Zegar, Jaskinia Jasna koło Smolenia, Schronisko Południowe, Schronisko za Majdanem, Schronisko w Cysternie, Schronisko w Zegarowych Skałach Pierwsze, Schronisko w Zegarowych Skałach Drugie.